# Gilles de Launay
Gilles de Launay, död 1677, var en fransk filosof. Han företedde en tydlig påverkan från Gassendi och bidrog till spridandet av dennes tankegods. I flera av sina skrifter polemiserar Launay mot cartesianismen.